# Komitat Hermannstadt
Das Komitat Szeben, auch Komitat Hermannstadt genannt (ungarisch Szeben vármegye, lateinisch comitatus Cibinensis, rumänisch Comitatul Sibiu), war eine Verwaltungseinheit im Südosten des Königreichs Ungarn. Verwaltungssitz war Nagyszeben (Hermannstadt).

## Geographie

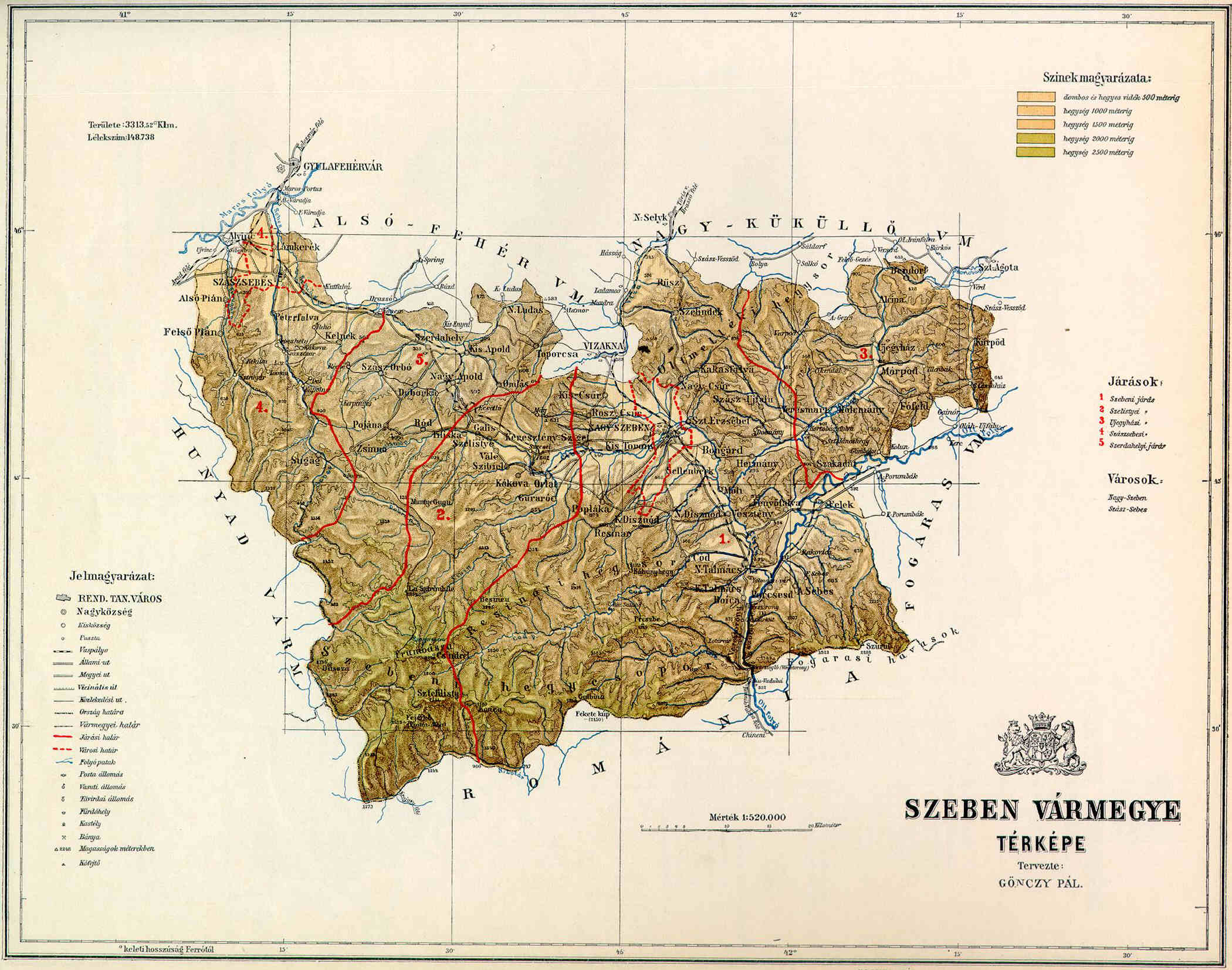
Karte des Komitats Hermannstadt um 1890

Es umfasste mit seinen 88 Gemeinden (1881) eine Fläche von etwa 3.600 km² und grenzte an die Komitate Hunyad, Unterweißenburg (Alsó-Fehér), Groß-Kokelburg (Nagy-Küküllő), Fogaras und an das Königreich Rumänien. Es ist besonders im Süden gebirgig (Surul). Die fruchtbaren Niederungen werden vom Alt und dem im Ungarischen namensgebenden Fluss Szeben bzw. Zibin (rum. Cibin) durchströmt.
1881 hatte es 141.627 rumänische, sächsische und ungarische Einwohner.
Amtssitz war die Stadt Nagyszeben bzw. Hermannstadt (rumänisch Sibiu). Von dort führt die 36 km lange, zum Teil in Felsen gehauene „Karolinenstraße“ am Fluss Alt entlang durch den Rotenturmpass in die Walachei.

## Geschichte
Das Komitat entstand bei der ungarischen Komitatsreform 1876 aus den Verwaltungsgebieten des Hermannstädter Stuhls, des Mühlbacher Stuhls, des Reußmarkter Stuhls und des Leschkircher Stuhls (Sieben Stühle) sowie kleinen Teilen der Komitate Felső-Fehér und Alsó-Fehér und bestand in dieser Form bis 1918/1920. Nach dem Ende des Ersten Weltkriegs kam das Gebiet zu Rumänien und bestand hier bis 1960 mit Unterbrechungen als Kreis Sibiu in den alten Grenzen weiter, seitdem liegt der Hauptteil im heutigen Kreis Sibiu, das Gebiet um die Stadt Sebeș gehört jetzt zum Kreis Alba.

## Bezirksunterteilung

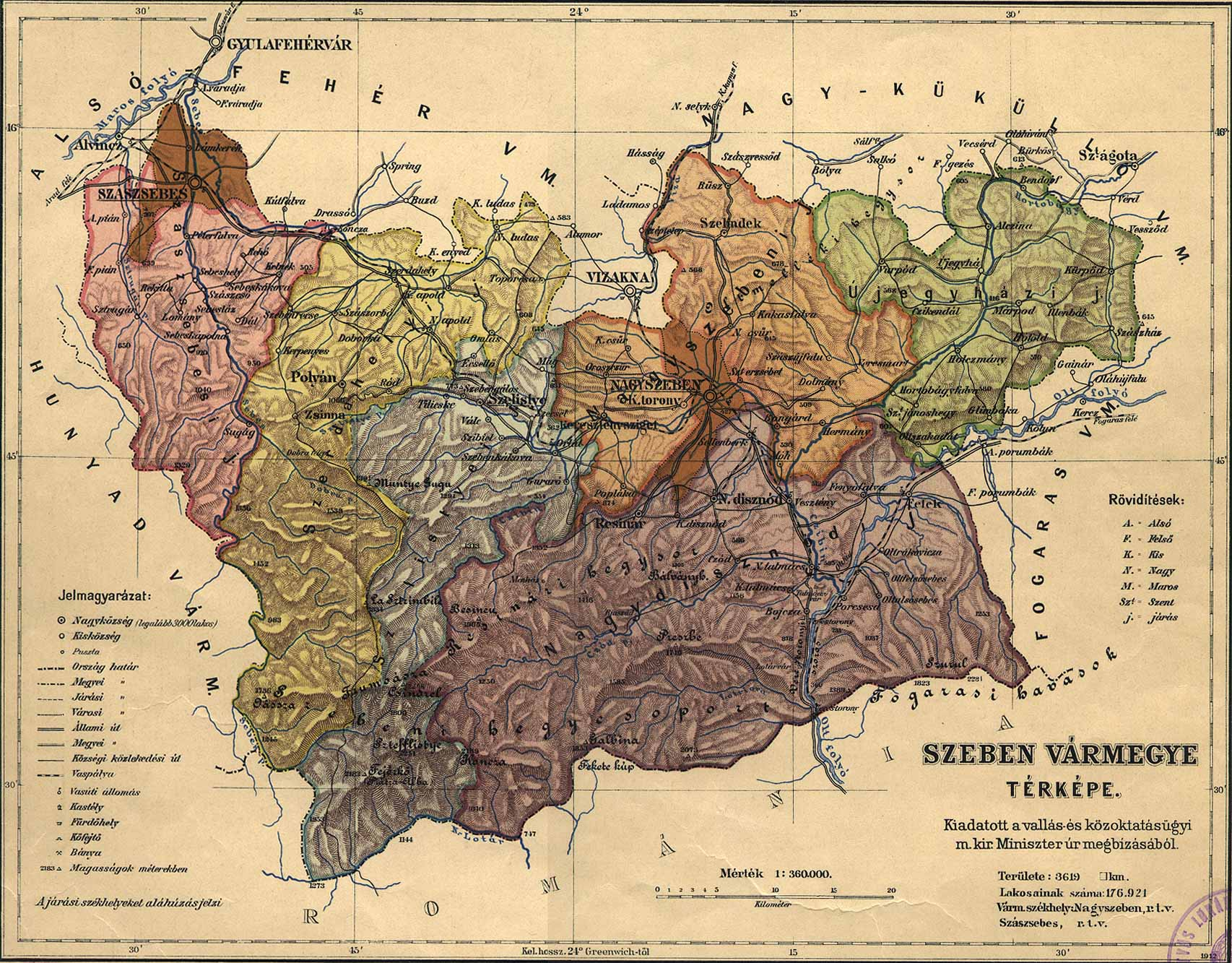
Administrative Karte

Im frühen 20. Jahrhundert bestanden folgende Stuhlbezirke (meist nach dem Namen des Verwaltungssitzes benannt).
| Stuhlbezirke (járások)                   | Stuhlbezirke (járások)               |
| Stuhlbezirk                              | Verwaltungssitz                      |
| ---------------------------------------- | ------------------------------------ |
| Nagydisznód                              | Nagydisznód, heute Cisnădie          |
| Nagyszeben                               | Nagyszeben, heute Sibiu              |
| Szászsebes                               | Szászsebes, heute Sebeș              |
| Szelistye                                | Szelistye, heute Săliște             |
| Szerdahely                               | Szerdahely, heute Miercurea Sibiului |
| Újegyház                                 | Újegyház, heute Nocrich              |
| Stadtbezirke (rendezett tanácsú városok) |                                      |
| Nagyszeben, heute Sibiu                  |                                      |
| Szászsebes, heute Sebeș                  |                                      |

Sämtliche Orte liegen im heutigen Rumänien.